# Tarfala forskningsstation
Tarfala forskningsstation, er et forskningscenter beliggende i Tarfaladalen, Kebnekaisefjællet i Kiruna Kommune, Sverige.
Driften af stationen foretages af Institutionen för naturgeografi och kvartärgeologi , Stockholms Universitet.
Stationen udfører national og international forskning ,foretager undervisning samt udvikler et miljøforskningsprogram.

## Forskning
Hovedforskningen omfatter:
- Gletchere i forbindelse med deres afvikling/ udvikling. Regelmæssige målinger begyndte i 1946 [2]
- Smeltevands opførsel
- Fjeldmeteorologi
- Landskabsændringer
- Permafrost

## Galleri
- Forskningsstationen
- Forskningsstationen
- Forskningsstationen
- Helikopter ved Forskningsstationen